# Bathylychnops exilis
Bathylychnops exilis ist eine Tiefseefischart aus der Familie der Gespensterfische (Opisthoproctidae). Sie lebt im Atlantik, nördlich der Azoren und im nördlichen Pazifik an den Küsten British Columbias und Kaliforniens, Japans und im mittleren nördlichen Pazifik. Die Fische leben pelagisch im  Mesopelagial in Tiefen von 100 bis 1000 Metern. Auch Eier und Larven sind pelagisch.

## Merkmale
Mit einer Länge von maximal 50 cm ist Bathylychnops exilis der größte Vertreter der Gespensterfische. Sein Körper ist transparent und hechtartig langgestreckt, Rücken- und Afterflosse sitzen weit hinten. Diese werden von 13 bis 16 Rückenflossenweichstrahlen und 10 bis 14 Afterflossenweichstrahlen gestützt. Die Anzahl der Wirbel beträgt 78 bis 84, die der Branchiostegalstrahlen 2. Die Muskulatur von Bathylychnops exilis ist gut entwickelt und lässt einen aktiven Schwimmer vermuten, während die meisten anderen Tiefseefische eher träge sind.

## Augen
Bemerkenswert sind die nah zusammenstehenden, großen Augen von Bathylychnops exilis, die einen Durchmesser von 3 % der Körperlänge erreichen und in der unteren Hälfte mit einem seltsamen, sphärischen Auswuchs ausgestattet sind. Ursprünglich wurden diese Auswüchse für Leuchtorgane (woher auch der Name stammt: βαθύ „tief“ (Tiefsee), λύχνος „Laterne“,  ὄψ „Auge“; exilis „mager“) gehalten, bis man in ihnen eine Linse und eine Netzhaut festgestellt hat. So bilden die Auswüchse nach unten gerichtete Zusatzaugen und dienen wahrscheinlich dazu, aus der Tiefe kommende Beutegreifer wahrzunehmen, die eine Gefahr für den Fisch werden könnten. Die Hauptaugen sind aufwärts gerichtet und erlauben wahrscheinlich ein stereoskopisches Sehen. Die Linsen der Zusatzaugen erreichen den halben Durchmesser der Hauptaugenlinsen. Die Netzhaut der Zusatzaugen ist am unteren Rand der Hauptaugennetzhaut angewachsen. Es gibt nur einen Sehnerv.